# Nemesia dorthesi
Nemesia dorthesi är en spindelart som beskrevs av Tord Tamerlan Teodor Thorell 1875. Nemesia dorthesi ingår i släktet Nemesia och familjen Nemesiidae. Inga underarter finns listade i Catalogue of Life.